# 箕 (星官)

《古今圖書集成》中的“箕宿旗圖”

箕是中国古代星官之一，属于二十八宿的箕宿，位于现代星座划分的人马座，含有4颗恒星。《尔雅》郭注曰：“箕，龙尾也。”

## 所含恒星及对应西方名称[1]
- 箕宿一，γ Sgr
- 箕宿二，δ Sgr
- 箕宿三，ε Sgr
- 箕宿四，η Sgr